# 朝霧 (小惑星)
朝霧（あさぎり、10157 Asagiri）は小惑星帯に位置する小惑星。
1994年11月、群馬県大泉町のアマチュア天文家小林隆男が発見した。

## 名称
富士山西麓、静岡県富士宮市北部の朝霧高原に因む。避暑地・観光地として知られるが、観測に適した澄んだ空気は多くのアマチュア天文家を惹きつけている。
命名は2003年5月の小惑星回報（MPC 48389）で公表された。この時同時に小林が発見した多数の小惑星に対して命名が行われているが、この中には朝霧高原内の田貫湖に由来する (10154) 田貫 や、(10147) 水ヶ塚、(10158) 太郎坊 といった富士山周辺の天体観測ポイントに因むものもある。

## 註
1. 1 2  MPC 48389（2003年5月1日）